# Varronia ambigua
Varronia ambigua är en strävbladig växtart som först beskrevs av Diederich Franz Leonhard von Schlechtendal och Cham., och fick sitt nu gällande namn av A. Borhidi. Varronia ambigua ingår i släktet Varronia och familjen strävbladiga växter. Inga underarter finns listade i Catalogue of Life.